# Lili Hutterstrasser-Scheidl
Lili Hutterstrasser-Scheidl (* 7. Oktober 1882 in Wien; † 22. April 1942 in Wien) war eine österreichische Komponistin, die unter dem Pseudonym Lio Hans bekannt wurde. Ihre Oper Maria von Magdala wurde am 22. Dezember 1919 an der Wiener Volksoper aufgeführt und galt lange als einziges in Österreich öffentlich aufgeführte musikalische Bühnenwerk einer Komponistin im 20. Jahrhundert.

## Leben und Schaffen
Lili Hutterstrasser-Scheidl wuchs in einem großbürgerlichen Umfeld auf. 1909 heiratete sie den Generalstabsarzt Hans Scheidl. 1912 kamen ihre Tochter Amelia Christiane und 1917 ihre zweite Tochter Eleonore auf die Welt. 
Ihr Wohnhaus im Wiener Cottageviertel wurde zu einem Treffpunkt der Wiener Theater- und Musikszene. Ab 1905 wurden ihre meist im spätromantischen Stil komponierten Werke unter dem Pseudonym Lio Hans u. a. im Bösendorfer-Saal und im Ehrbar-Saal aufgeführt. Der zeitgenössische Kritiker Max Springer hielt es für nachvollziehbar, dass die Komponistin angesichts von Vorurteilen gegen Frauen ein männliches Pseudonym gewählt habe. Die Musiksoziologin Ursula Simek vermutet, Hutterstrasser-Scheidl habe aufgrund ihres Pseudonyms zu Lebzeiten den Überraschungseffekt ihrer Erscheinung am Konzertende erzielen können, wie es in manchen Kritiken erwähnt wird.

Der neue Direktor der Wiener Volksoper, Felix von Weingartner, auch ein Freund der Familie Scheidl, setzte sich für die Uraufführung ihrer Oper Maria von Magdala ein und übernahm auch die musikalische Leitung. Anlässlich der Uraufführung schrieb Der neue Tag:
Freilich – es handelt sich hier um den Versuch einer Dame als dramatische Komponistin. Daß also das Erstlingswerk noch mit vielen Mängeln behaftet ist, das darf weiter nicht Wunder nehmen.
Im Interessanten Blatt hieß es:
Die Musik von Lio Hans bekundet eine seltene Beherrschung des Handwerksmäßigen in der Komposition. In der Erfindung des musikalischen Gedankens ist manchmal ein Mangel an Originalität zu finden, doch sind einzelne Stellen von Wucht und Farbe, und verraten, daß da eine ungewöhnliche musikalische Begabung ihrer Vollendung entgegenreift.
Die Kritiken waren insgesamt eher zurückhaltend bis vernichtend. Auch das Libretto von Richard Blatka wurde kritisiert.
Nach 1919 nahm die Häufigkeit ihrer Aufführungen ab. Anfang der 1930er-Jahre hatte das Ehepaar finanzielle Probleme und sah sich 1932 gezwungen, ihre Villa zu verkaufen. 1938 trat Hutterstrasser-Scheidl in die NSDAP ein und widmete die Hymne für gemischten Chor mit Klavierbegleitung Wiener Frauendank Adolf Hitler. 1942 starb sie weitgehend unbeachtet von der Öffentlichkeit, im Völkischen Beobachter erschien ein kurzer Nachruf.
Ihr Nachlass befindet sich in der Wienbibliothek im Rathaus und in der Österreichischen Nationalbibliothek.

1991 bewertete Ursula Simek in der Österreichischen Musikzeitschrift das Schaffen Scheidl-Hutterstrassers so:
Obwohl ihre spätromantisch expressionistische Klangsprache niemals die Grenzen der Tonalität überschreitet, zeichnen sich ihre Werke durch eine – zeitbezogene – große Modernität aus. Die Verbindung stilistischer Einflüsse von Mahler, Strauss etc. sowie der führenden italienischen Komponisten mit geschickt eingesetzten rhythmischen Elementen ermöglichte ihr eine interessante und stark persönliche musikalische Handschrift.

## Werke (Auswahl)

### Lieder (für Klavier und Stimme)
- Der Zigeuner, um 1905
- Fromm, Text: Gustav Falke, um 1905
- Todeslust, Text: Joseph von Eichendorff, um 1905
- Stilles Glück, Text: Hugo Salus, um 1907
- Helle Nacht, Text: Richard Dehmel nach Paul Verlaine, um 1907
- Vorfrühling, Text: Carl Pichler, um 1908
- Unruhige Stunde, Text: Hans Bethge, um 1908
- Heimwehlied, Text: Hans Bethge, um 1908
- Lied in der Nacht, Text: Otto Julius Bierbaum, um 1908
- Haltlos, Text: Ada Christen, um 1908
- Sehnsucht, Text: Anna Ritter, 1909
- Nur ich und Du. Duett für Sopran und Bariton. Text: O. Siebenlist. 1909
- Blätterfall, Text: Heinrich Leuthold, 1909
- Märzensturm, Text: Anna Ritter, 1909
- Einsamkeit, Text: Anna Ritter, um 1911
- In verschwiegener Nacht, Text: Anna Ritter, um 1911
- Verzweiflung, Text: Anna Ritter, um 1911
- Schlimme Zeichen, Text: Anna Ritter, 1912
- Sturmlied, Text: Anna Ritter, 1912
- Sturmnacht, Text: Anna Ritter, 1912
- Lied des buckligen Spielmanns, Text: Margarethe von Schuch-Mankiewicz, ca. 1912
- Du wirst der Erste sein, 1922
- Geständnis einer Tänzerin, um 1923
- Freudlose Liebe, Text: Anna Ritter, um 1924
- Und hab' so große Sehnsucht doch, Text: Anna Ritter, um 1924
- Die Haft, Text: Leo Grünstein, um 1930
- Marsch, um 1934
- Im Frühling, Text: F. Weber, 1934
- Bitte, Text: Hermann Hesse, vor 1936
- Lied an Deutschland, Text: Franz Karl Ginzkey, 1940
- Sage von der Ewigkeit, Text: Franz Karl Ginzkey, 1940

Undatierbar:
- Der weiße Schwan
- Wiegenlied
- Letzte Liebe, Text: O. Eberhardt
- Dir zu Füßen, Text: K. Renner
- An der Tür, Text: Theresa Gröhe
- Hexenlied, Text: Dora von Stockert-Meynert
- Der Geiger zu Gmünd, Text: Justinus Kerner

### Musiktheater
- Maria von Magdala. Oper in drei Akten. Libretto: Richard Batka. 1914
- Die Stickerin von Treviso. Oper in drei Aufzügen. Libretto: Heinrich Regel. Zwischen 1915 und 1925
- Legende vom Brunnen der brennenden Herzen. Oper. Ein Cyklus von 6 Bildern. Libretto: Beatrice Dovsky. 1919
- Die Tänzerin von Schemacha. Libretto: Heinrich Regel. Um 1920
- Die sieben Todsünden oder das zweite Ich. Pantomime. Libretto: Heinrich Regel. 1925
- Santa Borgia. Mimische Phantasie. Libretto: Rose Silberer. um 1931

### Chor- und Orchesterwerke
- Die Bambusflöte. Lied für eine Singstimme und Orchester. Zwischen 1910 und 1912
- Violoncello-Konzert, 1911
- Träumerei. Für Violoncello und Orchester, vor 1914
- Die Hexe. Dichtung für Bariton und großes Orchester. Text: Heinrich Glücksmann. Um 1914
- Am heiligen See. Lied für eine Singstimme und Orchester. Text: Ohotsuno Ozi. 1924
- Frauenhymne. Für gemischten Chor und Klavier/Orchester. Text: Else Ehrlich. 1928
- Marsch. Chor für Männerstimmen (und Klavier). Text: F. Weber. Um 1934
- Wiener Frauendank. Hymne für gemischten Chor mit Klavierbegleitung. Text: Marie Hoheisel. Adolf Hitler gewidmet. Um 1938

Undatierbar:
- Trio. Für Orchester
- Scherzo. Für Orchester
- Tanz der Geisha. Für Orchester
- Totgebet. Lied für eine Singstimme und Orchester. Text: Richard Specht.

### Sonstiges
- Theuredanks Brautfahrt. Melodram für eine Sprechstimme und Klavier. Text: Richard Specht. 1922